# Claudio Roca
Claudio Roca (México, D.F., México, es un actor mexicano. Conocido por su participación en las telenovelas Cachito de cielo, La doña y Muy padres y series mundialmente conocidas como ‘’ Narcos’’ y ‘’Malverde’’ donde fue nominado a un Emmy por su personaje Secundino AguilarRegreso a la Televisión con Dra Lucía conquistando a todos con el personaje de Arturo, un enfermo de cancer de páncreas.

## Carrera
Comenzó sus estudios de actuación en el CEA (Centro de Estudios de Actuación de Televisa) y pronto obtuvo papeles en telenovelas como Cachito de Cielo (2012) jugando un tetrapléjico junto a Maite Perroni. Más tarde asistió a Stella Adler Studio of Acting en la ciudad de Nueva York en 2014 y luego regresó a México para protagonizar dos exitosas series de TV: El Dandy (2015) y Señora Acero (2014) interpretando al hijo del personaje principal, Álvaro 'El Tequita' Martínez. También ha participado en varias obras y continúa trabajando en teatro, televisión y desarrollando sus propios proyectos.

## Filmografía

### Televisión
| Año       | Telenovela                        | Personaje                    | Notas |
| --------- | --------------------------------- | ---------------------------- | --- |
| 2023      | Dra. Lucía, un don extraordinario | Arturo                       | |
| 2022      | El amor cambia de piel            | Franco Domingo               | |
| 2021      | Malverde: el santo patrón         | Secundino Aguilar            | |
| 2017      | ¡Muy padres!                      | Nicolás                      | |
| 2018      | Narcos: México                    | Nicolás                      | |
| 2016-2020 | La doña                           | Adolfo Mendoza               | |
| 2016      | Hasta que te conocí               | Joven 1                      | |
| 2013-2016 | Como dice el dicho                | Fernando / Iván / Anuar      | 3 episodios; 1. El oro luce pero la virtud reluce (2013) 2. Hasta no ver, no creer (2014) 3. Soñaba el ciego que veía y soñaba lo que quería (2016) |
| 2015      | Señora Acero                      | Álvaro Martínez 'El Tequita' | |
| 2015      | El Dandy                          | Diego Durand                 | |
| 2014      | El color de la pasión             | Mário Hernández (Joven)      | |
| 2013      | Mentir para vivir                 | Bonifacio                    | |
| 2012      | Cachito de cielo                  | Poncho                       | |